# Gumbetovskij rajon
Il Gumbetovskij rajon (in russo Гумбетовский район?) è un distretto municipale del Daghestan, situato nel Caucaso.